# Lachmann Tódor
Lachmann Tódor (Egbell (Nyitra megye), 1839. november 5. – Csári, 1884. május 9.) római katolikus plébános.

## Élete
Esztergom-főegyházmegyei papnak fölvétetvén, a bölcseletet Nagyszombatban, a teológiát Esztergomban végezte. 1866. február 25-én fölszenteltetett. Segédlelkész volt Jókúton, 1871-től Búrszentmiklóson, 1873. április 24-én adminisztrátor lett Búrszentmiklóson; 1875. július 22-én ismét segédlelkész ugyanott. 1880. februártól plébános Csárin (Nyitra megye), ahol 1884-ben érte a halál.
Cikkei és beszélyei a Vojtech tót folyóiratban (1865-66.) és a Skolnikban (1871.) vannak.

## Művei
- Katolický Spevníček pre milú slovenskú mládež národných škôl. Szakolcza, 1871. (Kath. énekeskönyv a tót népiskolák számára. 2. kiadás. Uo. 1876.)
- Nápevy ku katolickému Spevníčku. Nagy-Rőcze, év n. (A kath. énekes-könyvhez dallamok; megzenésítette Zoch B.)